# Aero A-21
De Aero A-21 (ook wel bekend als A.21) is een Tsjecho-Slowaaks dubbeldekker-nacht-lesvliegtuig gebouwd door Aero. De A-21 is een verdere ontwikkeling op de A-11 in de jaren 20. De A-21 was bedoeld om piloten van de Tsjecho-Slowaakse luchtmacht te leren vliegen op hun instrumenten.

## Specificaties
- Bemanning: 2
- Lengte: 8,2 m
- Spanwijdte: 12,8 m
- Hoogte: 3,1 m
- Vleugeloppervlak: 36,5 m2
- Leeggewicht: 1 080 kg
- Volgewicht: 1 328 kg
- Motor: 1× Breitfeld & Daněk Perun I, 130 kW (180 pk)
- Maximumsnelheid: 170 km/h
- Vliegbereik: 440 km
- Plafond: 6 500 m
- Klimsnelheid: 2,35 m/s

## Gebruikers
- Tsjecho-Slowakije